# Giada Babbo
Giada Babbo (* 12. September 1997 in Putignano) ist eine italienische Handballspielerin. Sie ist sowohl im Hallenhandball als auch in der Variante Beachhandball italienische Nationalspielerin und spielt auf der Position der Linksaußen-Spielerin.

## Hallenhandball
Giada Babbo begann ihre Karriere überaus erfolgreich beim italienischen Erstligisten Indeco Conversano, mit dem sie 2015 den ersten italienischen Meisterschaftstitel der Vereinsgeschichte und in der Geschichte des apulischen Handballs gewann, auch 2016 gewann sie den Titel; zudem von 2015 bis 2017 dreimal in Folge den italienischen Pokalwettbewerb. Hinzu kommt der dreimalige Gewinn des Superpokals von 2014 bis 2016. Sie debütierte im EHF-Pokal 2015/16 und schied in der dritten Runde gegen Dunaújvárosi Kohász KA aus Ungarn aus. Sie scheitertet mit ihrem Verein im Qualifikationsturnier zur EHF Champions League in der Spielzeit 2016/17, worauf hin der Verein im EHF-Pokal 2016/17 antrat, wo er wieder in der dritten Runde, nun gegen die Däninnen von Nykøbing Falster Håndboldklub, ausschied. 2017 wechselte Babbo zum ambitionierten SSV Brixen nach Südtirol. In der ersten Saison wurde sie mit Brixen Sechste, erzielte wie schon in der Vorsaison mehr als 170 Tore und war damit viertbeste Torschützin der Liga. 2018/19 verbesserte sich Brixen auf den dritten Platz, Babbo erzielte 156 Treffer und war damit drittbeste Torschützin der Saison. Die Saison 2019/20 begann mit dem Gewinn des italienischen Supercups, dem ersten für den Verein. Die Meisterschaft wurde aufgrund der COVID-19-Pandemie vorzeitig abgebrochen, als sich Brixen mit Pallamano Oderzo und PDO Salerno ein enges Rennen um die Meisterschaft lieferte und – bei einem gespielten Spiel mehr mit einem Punkt vor den beiden anderen Mannschaften in Führung liegend – aufgrund einer virtuellen Durchschnittspunkt-Anzahl in einer nicht als Meisterschaft zählenden Abschlusswertung Dritte wurde. Zum Zeitpunkt des Abbruches stand Babbo mit 96 Toren an der Spitze der Torschützenliste. Im EHF Challenge Cup 2019/20 erreichte die Mannschaft das Achtelfinale, in dem man der niederländischen Mannschaft JuRo Unirek VZV unterlag. 2020/21 belegte Brixen zum dritten Mal in Folge den dritten Rang in der Meisterschaftstabelle und qualifizierte sich damit für das erstmals nicht mehr nur unter den beiden bestplatzierten, sondern unter den besten vier Mannschaften ausgetragene Play-off um die Meisterschaft. Gegen Oderzo gab es jedoch zwei Niederlagen und die Mannschaft schied aus. Mit 198 Toren wurde Babbo hinter Arassay Duran mit 244 Toren zweitbeste Torschützin der Meisterschaft. Im neu geschaffenen EHF European Cup 2020/21 scheiterte Brixen schon in der zweiten Runde am türkischen Vertreter İzmir Büyükşehir Belediyesi GSK. Mit dem SSV Brixen gewann sie 2022 und 2024 die italienische Meisterschaft.
In der A-Nationalmannschaft debütierte Babbo schon in jungen Jahren und gehört ihr seitdem an. Für ein Turnier konnte sie sich mit ihrem Nationalteam abgesehen von den Mittelmeerspielen 2018, wo sie Sechste wurde, nicht qualifizieren. Zuletzt scheiterte sie mit dem Nationalteam an der Qualifikation für die Europameisterschaft 2020 ebenso wie für die Weltmeisterschaft 2021.
2015 wurde Babbo als Italiens U 20-Spielerin des Jahres ausgezeichnet.

## Beachhandball
Im Beachhandball kam Babbo zu ihren ersten internationalen Einsätzen im Rahmen der Junioren-Europameisterschaften 2014 in Lorca, Spanien. Italien startete mit einer Niederlage gegen Spanien in das Turnier. Es folgte ein Sieg über Rumänien, Babbo war mit zehn erzielten Punkten hier beste Werferin ihrer Mannschaft, und eine weitere Niederlage gegen Russland in der zweiten Vorrundengruppe, wo Babbo gar mit 16 erzielten Punkten beste Werferin war. Als Drittplatzierte der Gruppe spielte Italien im Viertelfinale gegen die Türkei und unterlag im Shootout; Babbo war gemeinsam mit Martina Cogo mit je acht erzielten Punkten beste Werferin. Nach einer Niederlage gegen Kroatien und einem Sieg im letzten Spiel über Rumänien – erneut mit zehn Treffern von Babbo als bester Werferin – schloss Italien das Turnier als siebtplatzierte Mannschaft von acht ab. Babbo spielte in allen sechs Spielen und erzielte dabei 56 Punkte, womit sie treffsicherste Spielerin ihrer Mannschaft war.
Ihr Turnierdebüt für die Beachhandball-A-Nationalmannschaft gab Babbo bei den Europameisterschaften 2017 am Jarun-See in Zagreb. Italien spielte eine durchwachsene Vorrunde mit zunächst zwei Siegen über Kroatien und die Schweiz, danach zwei Niederlagen gegen Griechenland und Spanien. Es gelang die Qualifikation für die Hauptrunde, in der Babbo mit ihrem Team alle vier Spiele gegen die Niederlande, Norwegen, Frankreich und Ungarn verlor. Bei den folgenden Platzierungsspielen beendete Italien nach einer Niederlage gegen Kroatien und einem Sieg über die Ukraine das Turnier als Elfte. Babbo, die vorrangig in der Abwehr eingesetzt wurde, spielte alle zehn Spiele und erzielte dabei 20 Punkte.

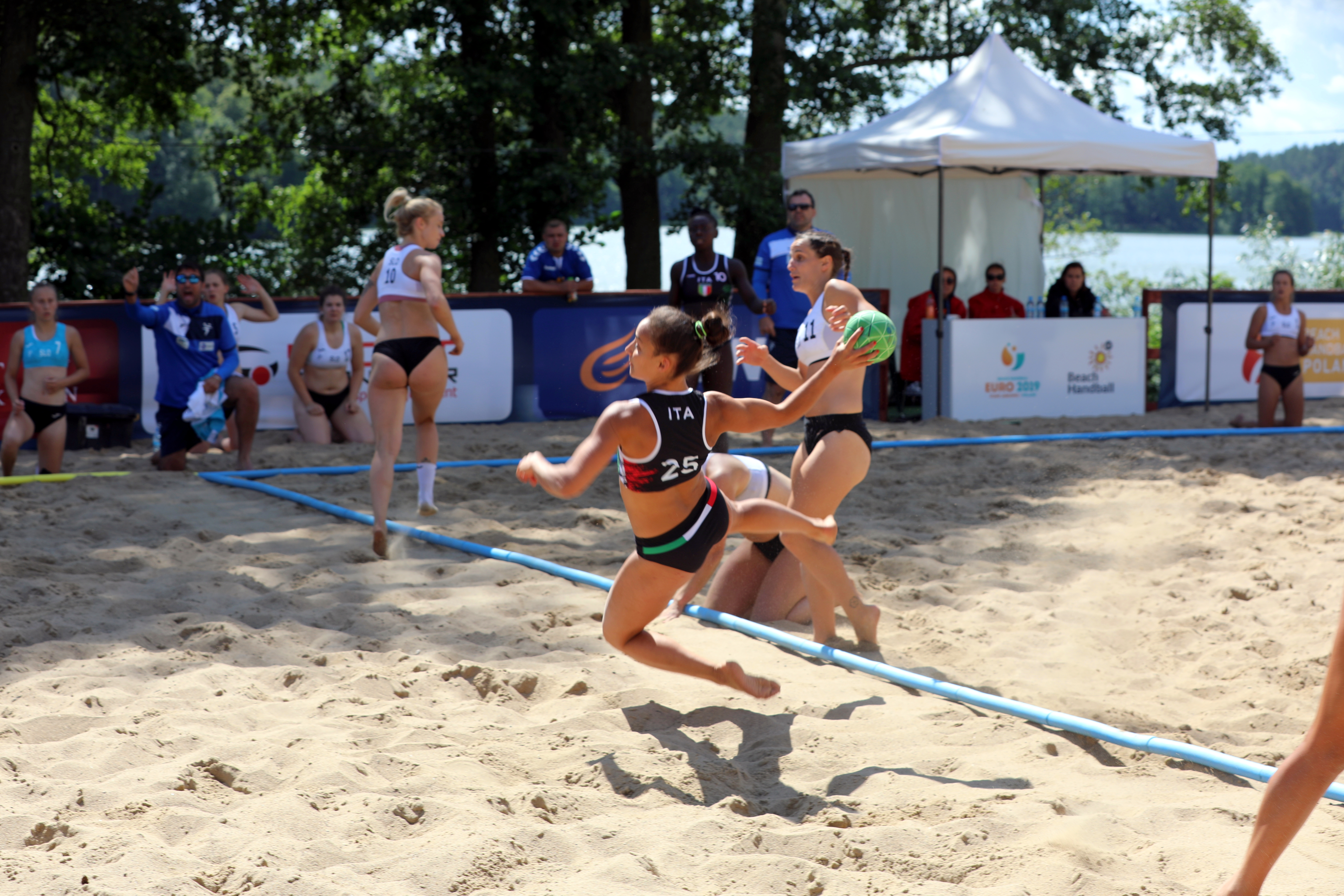
Babbo beim Torabschluss im Vorrundenspiel gegen Slowenien bei den Beachhandball-Europameisterschaften 2019; im Hintergrund Tara Jonović (#11) und Kaja Krebs (#10)

Bei den Europameisterschaften 2019 im polnischen Stare Jabłonki bestritt Babbo ihr zweites Turnier mit der A-Nationalmannschaft. Mit Slowenien und der Schweiz konnten nur zwei Mannschaften in der Vorrunde geschlagen werden, bei der Niederlage gegen Griechenland war Babbo mit acht erzielten Punkten beste italienische Torschützin, beim Sieg über Slowenien mit 18 erzielten Punkten. Italien ging somit mit einer Hypothek von zwei Niederlagen in die Hauptrunde, wo auch die drei weiteren Spiele verloren wurden. Damit war Italien Gruppenletzte und musste in Überkreuz-Spielen um die Ränge 9 bis 16 spielen. Auch hier wurde zunächst im Shootout gegen die Türkei verloren, bevor gegen Portugal wieder gewonnen werden konnte. Im abschließenden Spiel um den 13. Platz unterlag Italien – ohne Babbo – Frankreich und belegte den 14. Platz von 20 Mannschaften. Babbo kam in neun der zehn Spiele zum Einsatz und traf, dieses Mal offensiver eingesetzt als zwei Jahre zuvor, zu 49 Punkten.
Auf Vereinsebene spielte Babbo mit dem Team Italia beim Champions Cup 2019 und wurde mit dem Team 12. Mit weit mehr Erfolg nahm sie mit dem Blue Team am Champions Cup 2019 in Catania teil. Bassanese konnte mit ihrer Mannschaft bis in das Finale einziehen, wo sie der spanischen Spitzenmannschaft A M Team Almeria unterlag.

## Erfolge
| Italienische Meisterschaft (Halle) - : 2015, 2016, 2022, 2024 - : 2019, (2020), 2021 Italienischer Pokal (Halle) - : 2015, 2016, 2017 Italienischer Supercup (Halle) - : 2014, 2015, 2016, 2020 | Europameisterschaften (Beach) - : 2015 Champions Cup (Beach) - : 2019 |